# Seventeen (magazine)
Pour les articles homonymes, voir Seventeen.
Seventeen est un magazine américain destiné aux adolescentes fondé en 1944.

## Histoire
Le magazine Seventeen a été lancé en septembre 1944 comme le premier magazine destiné pour les adolescents aux États-Unis. Helen Valentine (en) fut la première rédactrice en chef du magazine.

## Adaptation
En 1964, le premier magazine français à destination des adolescentes, Mademoiselle Âge Tendre s'inspire librement de son « grand frère » américain Seventeen.